# 제25회 미국 작가 조합상
제25회 미국 작가 조합상은 1972년 뛰어난 활동을 보인 영화 작가를 기리기 위해 1973년 3월에 열린 시상식이다. Beverly Hilton Hotel에서 개최되었다.

## 수상 및 후보

### 각본상
- 후보자 - 제레미 라너 수상
- 왓츠 업 덕 - 벅 헨리 수상

### 각색상
- 캬바레 - 제이 프레슨 알렌 수상
- 대부 - 마리오 푸조 수상

### 월계수상
- 윌리엄 로즈 수상

### 발렌타인 데이비스 상
- 윌리엄 루드윅 수상

### 모건 콕스 상
- David P. Harmon 수상